# 두러스현

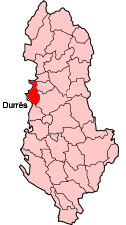
두러스 현의 위치

두러스현(알바니아어: Rrethi i Durrësit)은 알바니아를 구성하는 36개 현 가운데 하나로, 현청 소재지는 두러스이며 면적은 455km2, 인구는 182,000명(2004년 기준)이다. 행정 구역상으로는 두러스 주에 속한다.